# Robert Z. Leonard
Robert Zigler Leonard (Chicago, Illinois, 7 d'octubre de 1889 - Beverly Hills, Califòrnia, 27 d'agost de 1968) era un director, actor, productor i guionista estatunidenc.
Va ser nominat per l'Oscar al millor director per The Divorcee i The Great Ziegfeld. Cintes que van estar també nominades a l'Oscar com a millor pel·lícula, guardó que la segona es va poder endur. Malgrat tot, la seva cinta més coneguda és el thriller de cinema negre The Bribe (1949).
Per la seva contribució a la indústria cinematogràfica, se li va atorgar una estrella al Passeig de la Fama de Hollywood Boulevard.

## Filmografia
- The Sea Urchin (1913)
- Shon the Piper (1913)
- The Master Key (1914)

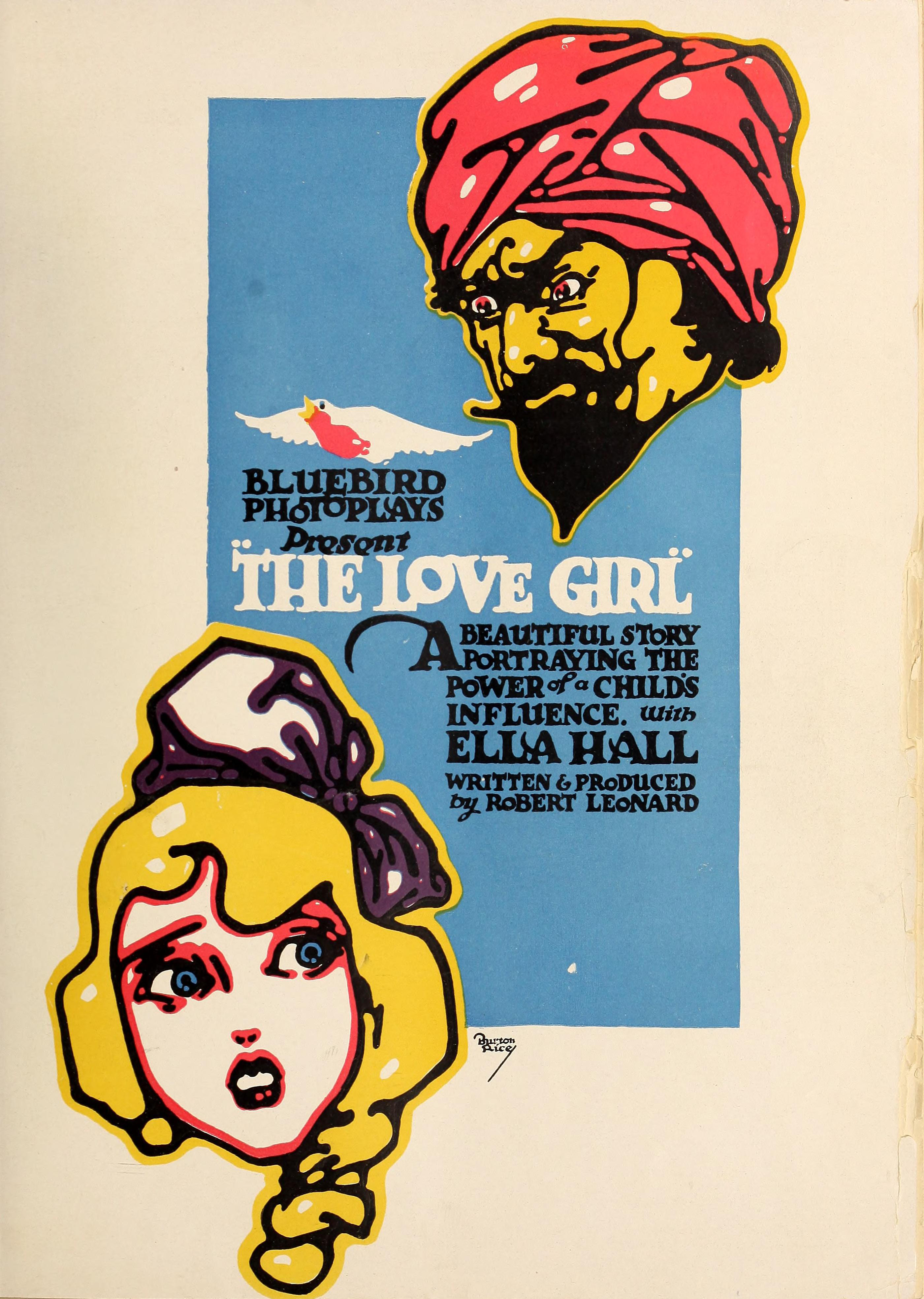
The Love Girl (1916)

- Judge Not; or The Woman of Mona Diggings (1915)
- Secret Love (1916)
- Danger, Go Slow (1918)
- Married Flirts (1924, cameo)
- Bright Lights (1925)
- A Little Journey (1927)
- Show People (1928) (cameo)
- The Cardboard Lover (1928)
- Marianne (1929)
- The Divorcee (1930)
- Susan Lenox (Her Fall and Rise) (1931)
- Dancing Lady (1933)
- Outcast Lady (1934)
- After Office Hours (1935)
- Piccadilly Jim (1936)
- The Great Ziegfeld (1936)
- Maytime (1937)
- The Girl of the Golden West (1938)
- Broadway Serenade (1939)
- New Moon (1940)
- Pride and Prejudice (1940)
- Ziegfeld Girl (1941)
- When Ladies Meet (1941)
- Marriage Is a Private Affair (1944)
- Week-End at the Waldorf (1945)
- The Secret Heart (1946)
- B.F.'s Daughter (1948)
- In the Good Old Summertime (1949)
- Duchess of Idaho (1950)
- The Bribe (1949)
- Her Twelve Men (1954)
- La dona més bonica del món (La donna più bella del mondo) (1955)
- Kelly and Me (1957)